# محمد عيد عناد
محمد عيد عناد قاسم المتان (مواليد 9 أغسطس 1997 في البحرين) هو لاعب كرة قدم بحريني يجيد اللعب في مركز الظهير الأيمن. يلعب حاليا لصالح النجمة الذي ينافس في الدوري البحريني الممتاز منذ 2015.